# Суспирия (фильм, 2018)
«Суспирия» (англ. Suspiria) — итало-американский мистический триллер 2018 года, поставленный режиссёром Лукой Гуаданьино по сценарию Дэйвида Кайганича. Ремейк одноимённого фильма 1977 года Дарио Ардженто. В главных ролях — Тильда Суинтон, Дакота Джонсон, Хлоя Грейс Морец, Миа Гот, а также Джессика Харпер, исполнительница главной роли в «Суспирии» 1977 года.
Кинокартина вошла в конкурсную программу 75-го Венецианского кинофестиваля, где в сентябре состоялась мировая премьера фильма. Реакция критиков на фильм была противоречива; в то время как некоторые похвалили его визуальные элементы и актёрскую игру, другие раскритиковали его историко-политическую обстановку за ненужность и произвольность по отношению к другим его темам.

## Сюжет
Молодая американская балерина Сьюзи Бэннион приезжает в Берлин в разгар Немецкой осени, чтобы обучаться танцевальному мастерству в известной балетной школе Tanz. Её прибытие совпадает с внезапным исчезновением другой ученицы — Патришии Хингл, и последним, кто её видел, оказывается психиатр Джозеф Клемперер. Ему Патришия подробно рассказывает о том, что балетмейстеры школы являются ведьмами, а также излагает идею о «Трёх Матерях»: Мать Тьмы (лат. Mater Tenebrarum), Мать Слёз (лат. Mater Lachrymarum) и Мать Вздохов (лат. Mater Suspiriorum).
В школе Сьюзи знакомится с Сарой, и они становятся подругами. Кроме того, её танец привлекает внимание художественного руководителя школы и главного хореографа мадам Бланк. Во время очередной репетиции подруга исчезнувшей Патришии прима-балерина Ольга обвиняет балетмейстеров в том, что они несут ответственность за исчезновение её подруги, и заявляет, что уходит из школы. Она пытается уйти из школы, но оказывается в ловушке в зеркальной комнате. В это время Сьюзи заменяет Ольгу и исполняет партию прима-балерины, однако её движения телепатически наносят тяжёлые травмы Ольге. Балетмейстеры находят её тело и пронзают его большими крюками, при помощи которых уносят в другую комнату. Позже они неофициально голосуют за лидера их грядущего шабаша, которым становится старая ведьма Мать Маркос, а также решают использовать юную Сьюзи, чтобы переместить в неё сознание старой Маркос. Самая молодая из балетмейстеров, застенчивая Мисс Гриффит не выдерживает и совершает самоубийство.
Бланк всё больше уделяет внимания новой приме-балерине Сьюзи, потому как вскоре в школе пройдёт постановка балета Volk. Тем временем Клемперер решает предупредить юных балерин и приглашает Сару в свой дом, чтобы показать ей дневник, написанный со слов Патришии. Сара не верит Клемпереру, но, оказавшись в школе, исследует комнаты и обнаруживает в одной из них скрытый коридор в подвал, ведущий к внутренней святыне, где ведьмы проводят свои оккультные ритуалы. Балетмейстеры обнаруживают Сару и создают дыры в полу, попав в одну из которых девушка ломает себе ногу. В это время наверху проходит постановка Volk, на которой присутствует и Клемперер. Сара появляется в середине спектакля, танцуя свою партию с перевязанной ногой и в состоянии транса. Клемперер замечает, как глаза Сьюзи и Сары будто бы меняют цвета. Когда спектакль подходит к концу, Сара в прыжке приземляется на сломанную ногу и падает от боли. Бланк винит в этом Сьюзи, потому что та решила сымпровизировать во время выступления.
После выступления Клемперер приезжает в свой загородный дом в Восточной Германии, где неожиданно встречает свою жену Анке, без вести пропавшую во время войны. Анке рассказывает, что эмигрировала в Англию, после того как сбежала от нацистов. Пара безмятежно идёт, пересекая границу Восточного и Западного Берлина, не замечая пограничников. Но затем Анке исчезает, будто её и не было, а Клемперер видит надпись «Tanz» и понимает, что его с помощью иллюзии привели к балетной школе на предстоящий шабаш ведьм. Сьюзи, находясь в трансе, спускается в подвал, где обнаруживает всех балетмейстеров во главе с Бланк и старой Маркос. Помимо ведьм в ритуале участвуют загипнотизированные Сара, Патришия и Ольга, которая оказывается живой. Клемперер лежит на полу обездвиженный и голый. Загипнотизированной Саре начинают вырезать внутренности. Бланк пытается вмешаться в ритуал, но Маркос в ярости сильно ранит её и чуть не обезглавливает. Сьюзи делает вид, что принимает свою судьбу, и готова оставить своё тело Маркос, как вдруг появляется демоническое существо, олицетворяющее Смерть. Его вызвала Сьюзи, являющаяся Матерью Вздохов (Mater Suspiriorum), чтобы убить Маркос и обезглавить всех тех, кто за неё голосовал. Покалеченным Саре, Патришии и Ольге Сьюзи дарит безболезненную смерть.
На следующее утро Клемперер в ужасе уходит из школы, продолжающей свою деятельность. Мисс Вендегаст обнаруживает наполовину обезглавленную Бланк на грани смерти, но ещё живой. Сьюзи посещает Клемперера и рассказывает ему про Анке, которая умерла в концентрационном лагере Терезиенштадт после того, как была захвачена нацистами. Последние мысли Анке были о нём. Но видя, как Клемперер страдает, Сьюзи прикасается к нему, и стирает все воспоминания про школу и связанные с ней события. Сразу после этого Сьюзи уходит.

## В ролях
| Актёр            | Роль                                              |
| ---------------- | ------------------------------------------------- |
| Дакота Джонсон   | Сьюзи Бэннион/Мать Вздохов (Mater Suspiriorum)    |
| Тильда Суинтон   | Мадам Бланк/доктор Джозеф Клемперер/Хелена Маркос |
| Миа Гот          | Сара Симмс                                        |
| Хлоя Грейс Морец | Патришия Хингл                                    |
| Ангела Винклер   | Мисс Таннер                                       |
| Ингрид Кавен     | Мисс Вендегаст                                    |
| Елена Фокина     | Ольга Иванова                                     |
| Сильви Тестю     | Мисс Гриффит                                      |
| Рене Саутендейк  | Мисс Хуллер                                       |
| Малгозия Бела    | Мама Сьюзи/Смерть                                 |
| Джессика Харпер  | Анке Майер                                        |
| Фабриция Сакки   | Павла                                             |

## Анализ и темы

### Материнство
В фильме активно исследуется тема материнства, как в шабаше ведьм и ранней жизни Сьюзи, так и в отношениях с её матерью. Майкл Лидер из Sight & Sound считает фильм «расширенным упражнением в метафизической аннотации, которая настаивает на перетаскивании самых тёмных метафор оригинала на свет».
Майкл О’Салливан из Washington Post связывает тему материнства фильма (характеризуемую наряду с её «недовольством» как «пережевываемую как стервятник, разрывающий падаль») с этническим национализмом, хотя он заявляет, что «ни один подтекст не идёт никуда».
Джули Блум повторила подобные чувства в New York Times, написав, что в то время как фильм «упивается кровью и ужасными проявлениями ужаса… он также углубляется в динамику полностью женского сообщества, затрагивая вопросы власти, манипулирования, материнства и ужасных вещей, которые женщины могут делать с другими женщинами».
Мэтт Голдберг из Collider интерпретирует вероломную форму материнства как основную тему фильма, поскольку он отмечает, что матроны просто притворяются «материнскими по отношению к студентам, но на самом деле они просто используют их для своей власти». Почти обезглавливание мадам Бланк от рук матери Маркос, когда она сопротивляется началу шабаша, демонстрирует, что Бланк и Маркос «не разделяют тех же самых ценностей», и что Бланк сформировала подлинное родство со Сьюзи.

### Злоупотребление властью и национальной вины
Для большинства фильма Сьюзи кажется нормальной женщиной, которая находит свои природные таланты вознаграждёнными и ценными шабашем. Однако по мере того, как фильм переходит в заключительный акт, выясняется, что Сьюзи на самом деле является матерью Suspiriorum, одной из трёх матерей, которых превозносит шабаш. Кинокритик Халк, автор псевдонима для New York Observer, интерпретирует характерную дугу Сьюзи как открытие её теневого «я»: «первоначально она кажется просто свежей девушкой из Огайо, стремящейся сделать шаги в эту уважаемую танцевальную компанию. Но её теневое „я“ вскоре пробуждается, чего мы должны бояться. Сьюзи высвобождает своё либидо, когда восторженный демон внизу вцепляется когтями в пол. Она становится глубоко сексуальной, почти плотской, когда она корчится на земле».
Подобно Голдбергу, они интерпретируют раскрытие Сьюзи себя как мать Suspiriorum, чтобы быть мессианской по своей природе, поскольку она искореняет испорченную мать Маркос и лояльных последователей, которые боготворят её. Голдберг считает уничтожение Сьюзи Маркос и её последователей как возмездие за их злоупотребление властью:
Гваданьино постоянно попадает в мир, где злоупотребляют властью, и те, кто не чувствуют вины или стыда, бегут безудержно. Мы видим это в истории Клемперера как пережившего Холокост; мы видим это в текущих событиях, которые появляются в новостях во время фильма; и мы видим это внутри шабаша, где пожилые женщины, которые должны учить и помогать студентам, вместо этого охотятся на них. Фильм не говорит, что влиятельные женщины плохие; он говорит, что любой, кто злоупотребляет своей властью в своих целях, а не служит другим, извращает эту власть.
В то время как Сьюзи/мать Suspiriorum не проявляет милосердия к Маркос и её последователям, Голдберг утверждает, что она способна на сострадание, ссылаясь на то, что она предоставляет физически опустошённым Саре, Ольге и Патришии "сладкое освобождение нежной смертью, а не уничтожение их. Голдберг распространяет эту интерпретацию на визит Сьюзи/матери Suspiriorum к Клемпереру в эпилоге, во время которого она рассказывает о смерти его потерянной жены в концентрационном лагере, информации которой он ранее не знал. Голдберг считает последовательность как акцент, что «женщины, соединяющиеся вместе, имеют власть удалить страх смерти, и что в то время как мир — особенно сильный — нуждается в „вине“ и „стыде“, Клемперер не должен чувствовать эти вещи, потому что он не злоупотреблял своей властью. Он „свидетель“, и с точки зрения свидетеля фашистского прихода к власти — в его случае, нацистской Германии — он несёт ответственность за наблюдение и ничего не делает. Однако именно власть имущие нуждаются в чувстве вины и стыда».
Некоторые критики поочерёдно интерпретировали представление власти шабаша как внушающее страх перед женской автономией и связывающее её исключительно с насилием. Соня РАО «Washington Post» отмечает, что, хотя «Гваданьино предоставляет этим женщинам власть», власть «не знает границ». Мадам Бланк… может превратить сны Сьюзи в леденящие кровь кошмары. Она и другие матроны могут наносить травмы танцорам, когда и где они хотят. Ведьмы часто наносят или вдохновляют насилие — их действия, в конце концов, то, что делает этот фильм ужасов. Но некоторые критики говорят, что из-за этого кажется, что женщина с большим количеством власти — это тот, кого следует бояться. Андреа Томпсон «Чикагского читателя» вторит этому чувству, написав, что фильм принимает видение, где «когда женщины объединены, это всегда должно достигать плохого результата». Эндрю Уэйлен из Newsweek наоборот предполагает, что фильм «децимат[Эс]»: типичные повествовательные конвенции добра и зла… Зло тревожно естественно в «Суспирии», где иногда только дальнейшее насилие может освободить место для добра. Уэйлен характеризует шабаш как «рабочую альтернативу патриархату, распадающемуся за дверями финансового автономному, вне досягаемости полиции… и глубоко, мощно коллективистски, как материально, так и духовно».
Повествование о шабаше и проникновении в него Сьюзи/матери Suspiriorum подкрепляется многочисленными историческими инцидентами, включая захват рейса 181 Lufthansa, взрывы и многочисленные похищения людей, совершённые фракцией Красной Армии (RAF), марксистской группой, пик активности которой пришёлся на осень 1977 года в Западной Германии. Эти события произошли после преодоления прошлого, периода, относящегося к национальному размышлению Германии об их виновности во Второй мировой войне и Холокосте, который «постоянно эхом разносится» в фильме.
В то время как Голдберг указал на корреляции между внутренней работой ковена и национальными событиями, происходящими за его пределами, другие, такие как Саймон Абрамс из The Hollywood Reporter, рассматривают их как «поверхностные параллели между историческими», которые «имеют странный эффект подчинения этих женских, чем мягко знакомой сумке сенсационных заголовков». Абрамс приходит к заключению, что фильм представляет собой «недоразвитое, псевдо-юнгианское понимание того, как исторические события своего рода омрачают жизни их главных героев».

## Производство

### Разработка
О проекте стало известно в 2010 году. В сентябре 2015 года, на 72-м Венецианском кинофестивале, режиссёр Лука Гуаданьино объявил, что планирует режиссировать ремейк фильма «Суспирия» Дарио Ардженто с четырьмя главными исполнителями ролей из его картины «Большой всплеск» (2015), премьера которого состоялась на фестивале.
До этого проект несколько раз менял постановщика. Гуаданьино сообщил, что в его версии действие будет разворачиваться в Берлине 1977 года (год, в который вышла оригинальная картина). Позже режиссёр открыто заявил, что это будет не ремейк, а «благодарность» за «сильные эмоции», которые он испытывал во время просмотра оригинального фильма.

### Кастинг
23 ноября 2015 года, Гуаданьино подтвердил, что Тильда Суинтон и Дакота Джонсон исполнят главные роли в фильме, а также то, что начало съёмок запланировано на август 2016 года.
На роль мадам Бланк претендовало несколько актрис. Изначально её должна была играть Джуди Денч, позднее роль хотели отдать Изабель Юппер.
Вот что говорит Тильда Суинтон о проекте: 
Мы не особенно заинтересованы в ремейках, поэтому, я бы сказала, это будет кавер. У нас уже был такой опыт – мы сняли ленту «Большой всплеск», которую зрители ошибочно приняли за ремейк «Бассейна». Спустя некоторое время они поняли, что это принципиально другая картина. Что касается «Суспирии», то могу пообещать следующее: это будет фильм, вдохновленный оригиналом Дарио Ардженто, признающийся в любви к нему, но ни в коем случае не ремейк.
В октябре 2016 года было объявлено, что Хлоя Грэйс Морец и Миа Гот сыграют роли второго плана, а также Сильви Тестю, Ангела Винклер, Малгозия Бела, Лутц Эберсдорф и Фабриция Сакки. Кроме того, к актёрскому составу присоединилась Джессика Харпер, которая исполнила главную роль в оригинальной картине.
В марте 2017 года появились фотографии со съёмочной площадки, и в интернете разошёлся слух о том, что на фото Суинтон в тяжёлом гриме.
В феврале 2018 года Гуаданьино сообщил, что на фотографиях не Суинтон, а немецкий актёр Лутц Эберсдорф, для которого роль в «Суспирии» стала дебютной. Лутц в реальной жизни психоаналитик, и в фильме также играет психоаналитика по имени Джозеф Клеперер.Издание IndieWire усомнилось в словах Гуаданьино из-за отсутствия упоминаний об Эберсдорфе в интернете. Кастинг-директор и исполнительный продюсер Стелла Савино ответила IndieWire, что «персонажа Доктора Клемперера сыграл профессор Лутц Эберсдорф, психоаналитик, а не профессиональный актёр», потому что Гуаданьино «отчаянно хотел (на роль) настоящего психоаналитика».

### Съёмки
Съёмки начались в Италии в октябре 2016 года. Актрисы Суинтон, Морец и Гот были замечены на съёмках в Варезе. Основная локация в Варезе — Grand Hotel Campo dei Fiori, который в фильме представлен как балетная школа. Другая подтверждённая локация, также расположенная в Варезе, — Палаццо Эстенсе и его знаменитые сады. Как и первая картина, новая «Суспирия» снималась на 35-мм плёнку, однако цветовая гамма версии Гуаданьино отличается от оригинальной картины. Режиссёр описал визуальную стилистику фильма как «зимняя, зловещая и по-настоящему мрачная». Съёмки закончились в Берлине 10 марта 2017 года.

### Постпродакшн
Британский музыкант, лидер рок-группы Radiohead, Том Йорк выступил в качестве композитора фильма.

В 2017 году Тильда Суинтон поделилась с изданием Total Film эксклюзивной информацией о проекте: 
Я выросла на фильмах Дарио Ардженто. Для меня и [режиссёра] Луки Гуаданьино «Суспирия» – это Святой Грааль. Потрясающе, что Том Йорк пишет музыку к фильму, он никогда ещё этого не делал. Сейчас «Суспирия» на этапе монтажа. Это не только ремейк, созданный с большим уважением к оригиналу, но ещё и самостоятельное произведение, которое будет во многом отличаться. Фильм получился ужасающим в самом хорошем смысле

## Релиз
Одна сцена из фильма была показана на мероприятии CinemaCon в апреле 2018 года; кадры были настолько впечатляющими, что, по сообщениям в прессе, они «травмировали» некоторых из присутствующих. В этом фрагменте персонаж Дакоты Джонсон исполняет танец для своего требовательного преподавателя, которого играет Тильда Суинтон. Эпизоды чередуются со сценами, в которых танцует вторая девушка (русский хореограф, танцовщица и актриса Елена Фокина) в то же время, но в другой комнате. Тело персонажа Фокиной деформируется с каждым движением, совершаемым Дакотой Джонсон. Питер Скиретта из /Film описал сцену как «очень жуткую и трудную для просмотра. Этот фильм заставит большинство людей чувствовать себя неловко». В мае 2018 года Videa приобрела права на показ фильма в Италии.
Первый тизер-трейлер фильма был выпущен 4 июня 2018 года. Локализованная версия тизер-трейлера в России вышла 20 июля 2018 года. Издание IndieWire писали, что «первый трейлер новой интерпретации картины Дарио Ардженто лишит вас дара речи… это потрясающе». Esquire отмечали, что трейлер «обескураживает». Редактор издания io9 Чарльз Пуллиам-Мур высказал мнение, что трейлер «невероятно бодрит», так как позволяет зрителю «насладиться волнующей, устрашающей таинственностью новой „Суспирии“». Адам Читвуд из Collider также восхвалял художественную постановку, отмечая, что в данном случае акцент стоит на «передаче жутковатой атмосферы, которую волшебно воссоздаёт Гуаданьино, и на самом деле возникает ощущение, что режиссёр вернулся в 1970-е и снял фильм в ту эпоху».
Мировая премьера состоялась на 75-м Венецианском кинофестивале в сентябре 2018 года. Ограниченный прокат фильма состоялся в Лос-Анджелесе и Нью-Йорке 26 октября 2018 года. В ночь на Хэллоуин состоялся ограниченный показ фильма с различных городах США: Даллас, Денвер, Портленд, Сан-Франциско, Сиэтл, Спрингфилд и Темпе. 2 ноября 2018 года фильм вышел в США на 311 экранах. Премьера в России состоялась 29 ноября 2018 года.

## Реакция

### Сборы
«Суспирия» собрала в общей сложности 184 037 долларов за первый уикенд с 26 по 28 октября 2018 в кинотеатрах ArcLight Hollywood и Regal в Лос-Анджелесе и Нью-Йорке соответственно. Это означало в среднем 92 019 долларов за экран, что является самым высоким стартовым кассовым сбором в этом году. После расширения количества кинотеатров (до 311) на следующей неделе фильм собрал 979 882 долларов в период со 2 по 4 ноября, заняв 19 место в американском прокате. Фильм собрал 2 483 472 доллара в Северной Америке и 5 458 621 долларов в остальных странах; общая сумма сборов составляет 7 942 093 долларов.

### Отзывы и оценки
Как только фильм вышел на экраны, он получил очень полярные отзывы критиков. Питер Траверс из Rolling Stone подчеркнул, что «поляризация» служила «слишком ручным словом» для описания реакций на фильм. На агрегаторе Rotten Tomatoes фильм имеет рейтинг 66 % на основе 307 отзывов со средней оценкой 6,7/10. На Metacritic фильм имеет средневзвешенный балл 64 из 100 на основе 56 рецензий, что указывает на «в целом благоприятные отзывы». В рейтинге лучших фильмов ужасов 2018 года, опубликованном порталом Screen Rant, «Суспирия» занял третью позицию. Тем не менее, 20 декабря 2018 года эксперты журнала The Hollywood Reporter поставили «Суспирию» на 10 место в списке худших фильмов 2018 года.

## Награды и номинации
| Награда                                           | Категория                                                                    | Номинант           | Результат |
| ------------------------------------------------- | ---------------------------------------------------------------------------- | ------------------ | --------- |
| Сатурн                                            | Лучший грим                                                                  | Марк Кулир         | Номинация |
| Ассоциация кинокритиков Остина                    | Лучший фильм                                                                 | н/д                | Номинация |
| Ассоциация кинокритиков Остина                    | Лучшая музыка                                                                | Том Йорк           | Номинация |
| Awards Circuit Community Awards                   | Лучший грим и прически                                                       | Марк Кулир         | Номинация |
| Международный кинофестиваль в Бари                | Лучший продюсер                                                              | Лука Гуаданьино    | Победа    |
| Международный кинофестиваль в Бари                | Лучший монтаж                                                                | Уолтер Фазано      | Победа    |
| Critics' Choice Movie Awards                      | Лучший научно-фантастический фильм или хоррор                                | н/д                | Номинация |
| Critics' Choice Movie Awards                      | Лучший грим и прически                                                       | Марк Кулир         | Номинация |
| Международный кинофестиваль Капри, Голливуд       | Лучший продюсер                                                              | Брэд Фишер         | Победа    |
| Ассоциация кинокритиков Чикаго                    | Лучшая музыка                                                                | Том Йорк           | Номинация |
| Chlotrudis Awards                                 | Лучший фильм                                                                 | н/д                | Номинация |
| Chlotrudis Awards                                 | Лучший режиссёр                                                              | Лука Гуаданьино    | Номинация |
| Chlotrudis Awards                                 | Лучшая актриса второго плана                                                 | Тильда Суинтон     | Номинация |
| Chlotrudis Awards                                 | Лучший адаптированный сценарий                                               | Дэйв Кайганич      | Номинация |
| Chlotrudis Awards                                 | Лучшая работа художника-постановщика                                         | Инбал Вейнберг     | Номинация |
| Chlotrudis Awards                                 | Лучший монтаж                                                                | Уолтер Фазано      | Номинация |
| CinEuphoria Awards                                | Лучший фильм — Мировое кино                                                  | н/д                | Номинация |
| CinEuphoria Awards                                | 10 лучших фильмов — Мировое кино                                             | н/д                | Победа    |
| CinEuphoria Awards                                | Лучший сиквел — Мировое кино                                                 | н/д                | Номинация |
| CinEuphoria Awards                                | Лучший грим — Мировое кино                                                   | Марк Кулир         | Номинация |
| CinEuphoria Awards                                | Лучшая актриса второго плана — Мировое кино                                  | Тильда Суинтон     | Победа    |
| CinEuphoria Awards                                | Лучшая музыка — Мировое кино                                                 | Том Йорк           | Номинация |
| CinEuphoria Awards                                | Лучшая песня — Мировое кино                                                  | Том Йорк           | Победа    |
| CinEuphoria Awards                                | Лучшая операторская работа — Мировое кино                                    | Сайомбху Мукдипром | Номинация |
| CinEuphoria Awards                                | Лучшая работа художника-постановщика — Мировое кино                          | Инбал Вейнберг     | Номинация |
| CinEuphoria Awards                                | Лучший монтаж — Мировое кино                                                 | Уолтер Фазано      | Номинация |
| CinEuphoria Awards                                | Лучший звук — Мировое кино                                                   | н/д                | Номинация |
| Ассоциация кинокритиков Далласа и Форт-Уэрта      | Лучшая актриса второго плана                                                 | Тильда Суинтон     | Номинация |
| Ассоциация кинокритиков Дублина                   | Лучшая операторская работа                                                   | Сайомбху Мукдипром | Номинация |
| Fangoria Chainsaw Awards                          | Лучший фильм, вышедший в ограниченном прокате                                | н/д                | Номинация |
| Fangoria Chainsaw Awards                          | Лучшая женская роль второго плана                                            | Тильда Суинтон     | Победа    |
| Fangoria Chainsaw Awards                          | Лучшая музыка                                                                | Том Йорк           | Номинация |
| Fangoria Chainsaw Awards                          | Лучший грим                                                                  | Марк Кулир         | Победа    |
| Независимый дух                                   | Лучшая операторская работа                                                   | Сайомбху Мукдипром | Победа    |
| Независимый дух                                   | Приз имени Роберта Олтмена                                                   | н/д                | Победа    |
| Fright Meter Awards                               | Лучший режиссёр                                                              | Лука Гуаданьино    | Номинация |
| Fright Meter Awards                               | Лучшая актриса второго плана                                                 | Тильда Суинтон     | Победа    |
| Fright Meter Awards                               | Лучший сценарий                                                              | Дэйв Кайганич      | Номинация |
| Fright Meter Awards                               | Лучшая операторская работа                                                   | Сайомбху Мукдипром | Номинация |
| Fright Meter Awards                               | Лучший дизайн костюмов                                                       | Джулия Пьерсанти   | Победа    |
| Fright Meter Awards                               | Лучший грим                                                                  | Марк Кулир         | Победа    |
| Gay and Lesbian Entertainment Critics Association | Campy Flick of the Year                                                      | н/д                | Номинация |
| Ассоциация кинокритиков Джорджии                  | Лучшая песня                                                                 | Том Йорк           | Номинация |
| Gold Derby Awards                                 | Лучший гримм                                                                 | Марк Кулир         | Номинация |
| Golden Ciak Awards                                | Лучший продюсер                                                              | Лука Гуаданьино    | Номинация |
| Golden Ciak Awards                                | Лучший постер                                                                | н/д                | Победа    |
| Golden Ciak Awards                                | Лучший дизайн костюмов                                                       | Джулия Пьерсанти   | Победа    |
| Грэмми                                            | Лучшая песня, написанная для кино, телевидения или другого визуального медиа | Том Йорк           | Номинация |
| Общество кинокритиков Хьюстона                    | Лучшая музыка                                                                | Том Йорк           | Номинация |
| Общество кинокритиков Хьюстона                    | Лучший постер                                                                | н/д                | Номинация |
| Indiana Film Journalists Association, US          | Лучшая музыка                                                                | Том Йорк           | Победа    |
| International Cinephile Society Awards            | Лучшая музыка                                                                | Том Йорк           | Номинация |
| International Online Cinema Awards                | Лучшая песня                                                                 | Том Йорк           | Номинация |
| International Online Cinema Awards                | Лучший гримм                                                                 | Марк Кулир         | Победа    |
| Italian National Syndicate of Film Journalists    | Лучший фильм                                                                 | н/д                | Номинация |
| Italian National Syndicate of Film Journalists    | Лучший режиссёр                                                              | Лука Гуаданьино    | Номинация |
| Italian National Syndicate of Film Journalists    | Лучший дизайн костюмов                                                       | Джулия Пьерсанти   | Победа    |
| Italian National Syndicate of Film Journalists    | Лучший монтаж                                                                | Уолтер Фазано      | Номинация |
| Las Vegas Film Critics Society Awards             | Лучшая музыка                                                                | Том Йорк           | Победа    |
| Премия Лондонского кружка кинокритиков            | Лучшее техническое достижение года                                           | Том Йорк           | Номинация |
| Los Angeles Online Film Critics Society Awards    | Лучший научно-фантастический фильм/фильм ужасов                              | н/д                | Номинация |
| New Mexico Film Critics                           | Лучшая песня                                                                 | Том Йорк           | Победа    |
| Online Film & Television Association              | Лучшая музыка                                                                | Том Йорк           | Номинация |
| Online Film & Television Association              | Лучшая песня                                                                 | Том Йорк           | Номинация |
| Online Film & Television Association              | Лучший грим и прически                                                       | Марк Кулир         | Номинация |
| Online Film Critics Society Awards                | Лучший фильм                                                                 | н/д                | Номинация |
| Online Film Critics Society Awards                | Лучшая музыка                                                                | Том Йорк           | Номинация |
| Philadelphia Film Critics Circle Awards           | Лучшая музыка                                                                | Том Йорк           | Победа    |
| Phoenix Critics Circle                            | Лучший фильм ужасов                                                          | н/д                | Номинация |
| Phoenix Critics Circle                            | Лучшая музыка                                                                | Том Йорк           | Номинация |
| Seattle Film Critics Awards                       | Лучший фильм                                                                 | н/д                | Номинация |
| Seattle Film Critics Awards                       | Лучший дизайн костюмов                                                       | Джулия Пьерсанти   | Номинация |
| Венецианский кинофестиваль                        | Золотой лев                                                                  | Лука Гуаданьино    | Номинация |
| Венецианский кинофестиваль                        | Серебряный лев                                                               | Лука Гуаданьино    | Номинация |
| Венецианский кинофестиваль                        | Soundtrack Stars Award                                                       | Том Йорк           | Победа    |
| Венецианский кинофестиваль                        | La Pellicola d’Oro Award                                                     | Франко Рагуса      | Победа    |
| Ассоциация кинокритиков Вашингтона                | Лучшая музыка                                                                | Том Йорк           | Номинация |
| Yoga Awards                                       | Худший иностранный режиссёр                                                  | Лука Гуаданьино    | Победа    |